# Moritz Grove

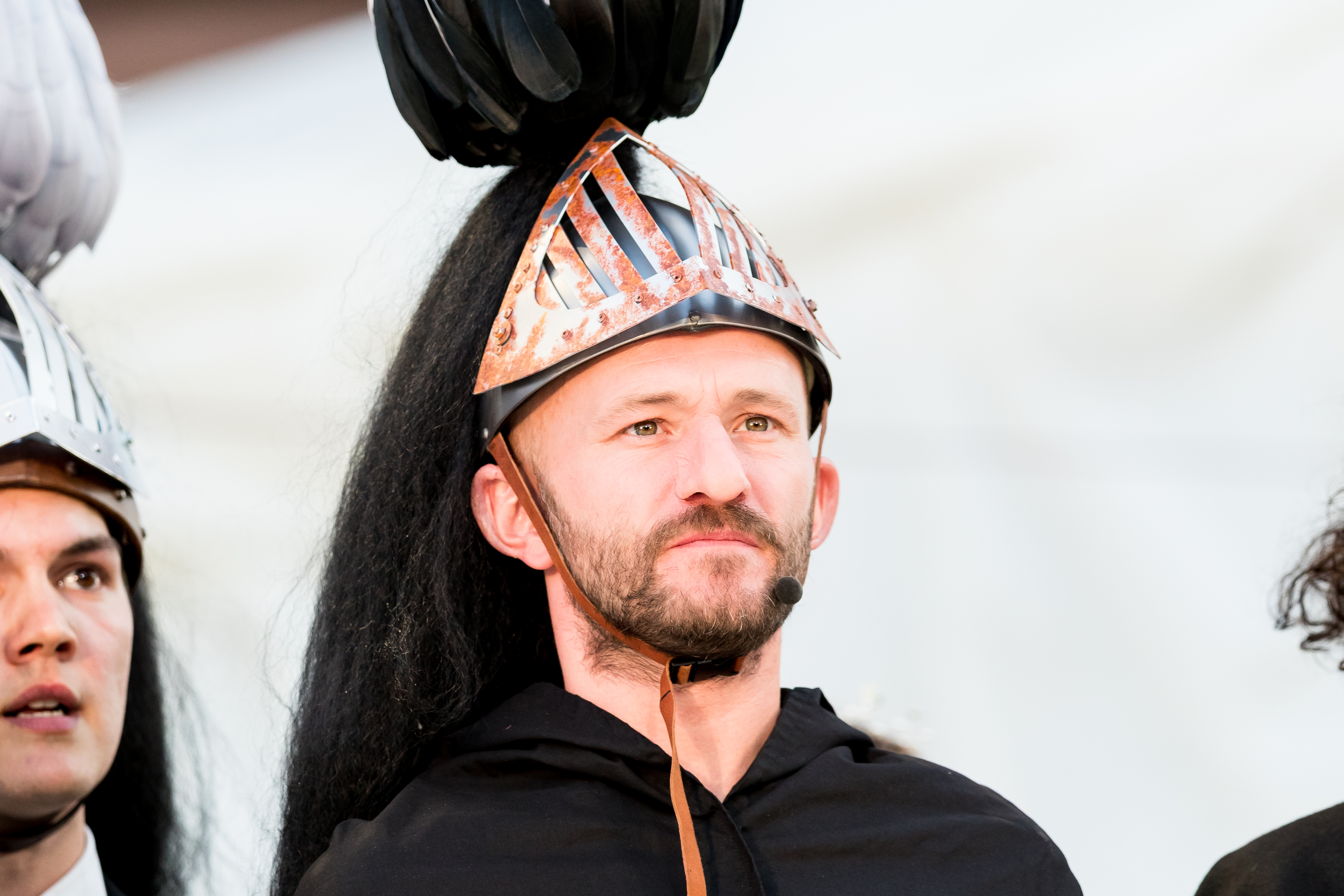
Moritz Grove 2019 mit falscher Nase und falschen Ohren bei den Nibelungenfestspielen

Moritz Grove (geboren 1982 in Hamburg) ist ein deutscher Film- und Theaterschauspieler. Er gehörte von 2009 bis 2017 dem Ensemble des Deutschen Theaters Berlin an.

## Leben und Werk
Grove absolvierte von 2004 bis 2008 die Hochschule für Musik und Theater seiner Heimatstadt, spielte jedoch bereits während seines Studiums in Film und Fernsehen und übernahm Hauptrollen in Hamburger Off-Theatern: 2005 Platonow in den Zeisehallen, 2006 Snoopy in Die Peanuts in der Kampnagel Fabrik, 2007 den Orestes im Malersaal des Schauspielhauses Hamburg und 2008 den Parzival in der Thalia in der Gaußstraße. Es inszenierten junge, wilde und unkonventionelle Regisseure, wie Julia Hölscher, Cäcilia Drexel und Alex Krebs.
Nach Abschluss seines Studiums im Jahr 2008 wurde Grove sofort in das Ensemble des Thalia-Theaters aufgenommen, an dem er bereits 2007 in der Uraufführung von Andreas Markers Die Beißfrequenz der Kettenhunde mitgewirkt hatte. Regie führte damals Stephan Kimmig, mit dem Grove künftig regelmäßig zusammenarbeiten sollte. Am Thalia spielte er dann auch noch den Rosencrantz im Michael Thalheimers Hamlet-Inszenierung, den Anukami in Einer von uns (Regie: Nuran David Calis), den Idas in Mama Medea (Regie: Jorinde Dröse) und den Henri Boulanger in I hired a Contract Killer (Regie: Max Claessen). Grove verabschiedete sich vom Thalia-Theater als Jesus in Amygdala, einer weiteren Kimmig-Inszenierung.
Im Herbst 2009 wechselte Grove ans Deutsche Theater Berlin, wo er erneut mit den Regisseuren Dröse (Flynn in Schwarzes Tier Traurigkeit, 2010), Kimmig (Chaim in Über Leben, 2011, Polyneikes, Hirte, Wächter in Oedipus Stadt, 2012) und Thalheimer (Die Nibelungen, 2010, Die Weber, 2011, und Geschichten aus dem Wiener Wald, 2013) zusammen arbeitete. Sein Debüt war ein vielversprechender Woyzeck, inszeniert von Jorinde Dröse. Der Schauspieler arbeitete und arbeitet am DT aber auch mit einer Reihe weiterer Regisseure zusammen: Sabine Auf der Heyde, Studio Braun, Nurkan Erpulat, Sascha Hawemann, Tom Kühnel, Daniela Löffner, Ulrich Matthes, Andrea Moses, Milan Peschel, Lilja Rupprecht, Rafael Sanchez und Jette Steckel.
Im Juli 2015 debütierte der Schauspieler in einer Clavigo-Inszenierung von Stephan Kimmig bei den Salzburger Festspielen.
Neben seiner Theaterarbeit steht Grove seit 2005 auch regelmäßig vor der Kamera. Er wirkte in sechs Kinofilmen mit und war in einer Reihe von Fernsehproduktionen zu sehen, darunter die Siegfried-Lenz-Verfilmung Der Mann im Strom (Regie: Nikolaus Stein von Kamienski).

## Filmografie
- 2005: Verfolgt, Regie: Angelina Maccarone
- 2008: Krabat, Regie: Marco Kreuzpaintner
- 2008: Der Vorleser, Regie: Stephen Daldry
- 2012: Gloomy Sabbath (Kurzfilm), Regie: Amit Epstein
- 2013: Eltern, Regie: Robert Thalheim
- 2014: Vaterfreuden, Regie: Matthias Schweighöfer
- 2015/16: Alone in Berlin, Regie: Vincent Perez

### Fernsehen (Auswahl)
- 2009: Tatort: Tödlicher Einsatz, Regie: Bodo Fürneisen (für den SWR)
- 2012: Schmidt & Schwarz (Fernsehfilm)
- 2009: Jenseits der Mauer, Regie: Friedemann Fromm (für WDR und NDR)
- 2018: Tatort: Mitgehangen, Regie: Sebastian Ko (für WDR)
- 2018: Tatort: Alles was Sie sagen, Regie: Özgür Yıldırım

(für NDR)
- 2019: Jenseits der Angst
- 2022: SOKO Potsdam (Fernsehserie, Folge Tödlicher Sonnenschein)

## Theater (Auswahl)
- 2010: Friedrich Hebbel: Die Nibelungen (Giselher) – Regie: Michael Thalheimer (Deutsches Theater Berlin)
- 2016: Berlin Alexanderplatz (Deutsches Theater Berlin)

## Hörspiel
- 2014: Torsten Schulz: Nilowsky – Bearbeitung: Andrea Czesienski, Regie: Judith Lorentz (RBB)
- 2018: Juli Zeh: Unterleuten – Regie: Judith Lorentz (NDR/rbb)

## Auszeichnungen
- 2011: Kunstpreis Berlin
- 2011: Daphne-Preis der TheaterGemeinde Berlin